# Auger de Brie (évêque)
Auger de Brie fut un évêque administrateur d'Angers. Il était maître des requêtes de l'hôtel du roi Louis XI.

## Sa famille
Il était noble angevin, membre de la Famille de Brie-Serrant, fils du comte de Serrant et d'Élisabeth de Maillé-Brezé.

## Nomination en tant qu'évêque d'Angers
L'administrateur du diocèse d'Angers, Jean II de Beauvau, mourut en 1479. Auger de Brie fut sur l'ordre de Louis XI élu évêque d'Angers par le chapitre, le 1er juillet 1479. Cette nomination était cependant contraire aux lois canoniques, étant donné que Jean III de La Balue vivait encore et était toujours emprisonné pour trahison, en raison de ses anciens services pour Charles le Téméraire. Aussi Hélie de Bourdeilles, archevêque de Tours et métropolitain d'Angers, refusa-t-il d'approuver cette élection. Louis XI tenta d'en appeler à l'archevêque de Lyon et primat des Gaules, Charles II de Bourbon, et finit par obtenir de Rome des bulles qui lui conféraient le titre d'administrateur de l'église d'Angers.

## Quittance d'Angers
Il restait encore à Angers, même après la libération de Jean de la Balue en décembre 1480, car Louis XI l'autorisa à condition que la Balue quitte le royaume de France. Toutefois, Auger de Brie renonça son titre, en 1490, après la mort de Louis XI, sur les instances de la Balue, en échange d'une rente de 1 500 livres tournois ainsi que de l'abbaye Saint-Pierre de Lagny.